# Polydextrose

Structuurformule van glucose.

Polydextrose is een synthetisch polymeer op basis van dextrose (glucose). Het heeft een lage calorische waarde (ongeveer 1 calorie per gram) en wordt gebruikt als vervanger van suiker in koolhydraatarme voeding. Het heeft niet de zoetheid van suiker maar kan gecombineerd worden met hoogintensieve synthetische zoetstoffen zoals cyclaamzuur of natriumcyclamaat.
Polydextrose is een vertakt ketenvormig polymeer, dat wateroplosbaar is. Er is ook een wateronoplosbare vorm waarin de ketens onderling zijn verbonden. Die kan gebruikt worden als vervanger van bloem of ander zetmeel in dieetvoeding.
Polydextrose is een onschadelijk product. Er is geen Aanvaardbare Dagelijkse Inname (ADI) voor vastgesteld; het mag quantum satis gebruikt worden. Het E-nummer van polydextrose is E1200.

## Productie
De commerciële productie van polydextrose werd ontwikkeld door Pfizer Inc.
Polydextrose wordt geproduceerd door polymerisatie van gesmolten watervrije glucose met een eetbaar organisch polycarbonzuur als katalysator, gewoonlijk citroenzuur of fumaarzuur. In de polymerisatie wordt het zuur grotendeels veresterd met de polyglucose. De polymerisatie moet gebeuren bij verlaagde druk en in watervrije omstandigheden; het water dat bij de polymerisatie gevormd wordt, dient verwijderd te worden. Gewoonlijk wordt er ook een polyol, zoals sorbitol, in het reactiemengsel toegevoegd. Dat wordt in het polymeer ingebouwd en verbetert de eigenschappen ervan; het verlaagt de viscositeit en verbetert de kleur en smaak.